# شورای نظامی سریانی
شورای نظامی سریانی (سریانی: ܡܘܬܒܐ ܦܘܠܚܝܐ ܣܘܪܝܝܐ , عربی: المجلس العسکری السریانی السوری) یک سازمان نظامی آشوری/سریانی در سوریه می‌باشد. تأسیس این سازمان در ۸ ژانویه ۲۰۱۳ اعلام شد. بنا به گفتهٔ خود این سازمان اهدافی که برای آن شروع به کار کرده حفاظت از مردم سریانی و حقوق ملی آنان در سوریه می‌باشد. این سازمان در نظر دارد که با همکاری دیگر مردم سوریه رژیم حاضر سوریه -بشار اسد- را تغییر دهد. این سازمان بیشتر در مناطقی می‌جنگد که جمعیت زیادی از سریانی‌ها در آنجا زندگی می‌کنند ؛همچون استان‌های حلب ،دمشق ،حسکه ،لاذقیه و حمص.